# ГЕС Сяолянді
ГЕС Сяолянді (小浪底水电站) — гідроелектростанція на півночі Китаю у провінції Хенань. Знаходячись між ГЕС Sānménxiá (вище за течією) та ГЕС Xīxiáyuan, входить до складу каскаду на одній із найбільших річок світу Хуанхе.
У межах проєкту річку перекрили кам'яно-накидною греблею висотою 154 метри, довжиною 1667 метрів та шириною від 15 (по гребеню) до 864 (по основі) метрів. Вона утримує витягнуте по долині Хуанхе на 130 км водосховище із площею поверхні 272 км2, об'ємом 12,65 млрд м3 (корисний об'єм 5,1 млрд м3) та припустимим коливанням рівня в операційному режимі між позначками 230 та 275 метрів НРМ.
Споруджений у підземному виконанні пригреблевий машинний зал обладнали шістьома турбінами типу Френсіс потужністю по 300 МВт, які використовують напір у 112 метрів та забезпечують виробництво 4,6 млрд кВт·год електроенергії.
Видача продукції відбувається по ЛЕП, розрахованій на роботу під напругою 220 кВ.